# San Luis Potosí Challenger 2022
Il San Luis Potosí Challenger 2022 è stato un torneo maschile di tennis professionistico. È stata la 34ª edizione del torneo, facente parte della categoria Challenger 80 nell'ambito dell'ATP Challenger Tour 2022. Si è svolto dall'11 al 17 aprile 2022 sui campi in terra rossa del Club Deportivo Potosino di San Luis Potosí, in Messico.

## Partecipanti

### Teste di serie
| Nazionalità | Giocatore          | Ranking* | Testa di serie |
| ----------- | ------------------ | -------- | -------------- |
| Slovacchia  | Andrej Martin      | 129      | 1              |
| Cile        | Nicolás Jarry      | 139      | 2              |
| Stati Uniti | Ernesto Escobedo   | 142      | 3              |
| Argentina   | Facundo Mena       | 159      | 4              |
| Regno Unito | Jay Clarke         | 166      | 5              |
| Svizzera    | Marc-Andrea Hüsler | 176      | 6              |
| Italia      | Federico Gaio      | 186      | 7              |
| Argentina   | Renzo Olivo        | 203      | 8              |

* Ranking al 4 aprile 2022.

### Altri partecipanti
I seguenti giocatori hanno ricevuto una wild card per il tabellone principale:
- Alex Hernández
- Shintaro Mochizuki
- Rodrigo Pacheco Méndez

I seguenti giocatori sono entrati in tabellone come alternate:
- Viktor Durasovic
- Peđa Krstin

I seguenti giocatori sono passati dalle qualificazioni:
- Shang Juncheng
- Antoine Bellier
- Matías Zukas
- Roberto Quiroz
- Hady Habib
- Gilbert Klier Júnior

## Campioni

### Singolare
Antoine Bellier ha sconfitto in finale  Renzo Olivo con il punteggio di 6(2)–7, 6–4, 7–5.

### Doppio
Miguel Ángel Reyes Varela /  Nicolás Barrientos hanno sconfitto in finale  Luis David Martínez /  Felipe Meligeni Alves con il punteggio di 7–6(11), 6–2.